# فالتر كراوزه
فالتر كراوزه (بالألمانية: Walther Krause)‏ هو عسكري ألماني، ولد في 31 ديسمبر 1890 في شويدنكتسا ‏ في بولندا، وتوفي في 25 أكتوبر 1960 في غوتينغن في ألمانيا.